# EVANGELION CHRONICLE
《EVANGELION CHRONICLE》（日語：エヴァンゲリオン・クロニクル）是《新世纪福音战士》相关的分冊百科（杂志）。总監修是GAINAX。
1. 『EVANGELION CHRONICLE』 Sony Magazines（現M-ON! Entertainment）发行
2. 『EVANGELION CHRONICLE 新訂版』 DeAGOSTINI Japan发行
3. 『EVANGELION CHRONICLE  20周年記念版』 DeAGOSTINI Japan发行

## 概要
GAINAX总監修・Sony Magazines发行的《新世纪福音战士》的分冊百科是、EVA开播10周年記念企划的一環，于2006年7月1日創刊，毎月刊行两回（1日、15日）、共发行30卷。把EVA的要素从7方面(Sheet)进行图片和文字解説。之後集合成THE ESSENTIAL EVANGELION CHRONICLE SIDE A和SIDE B 两冊出版（出版社 We've）。
2010年1月19日，DeAGOSTINI Japan刊行「新訂版」。2月2日发售第2号后毎週刊行1回。原先予定发行40号、之后在第31号及官方网站发表消息称追加刊行10号「新訂版 Story File」。第30号为止是旧版的訂正版、8月24日发售的第31号开始掲載新劇場版相关情报、追加刊行的Story File是TV版・旧劇場版故事的图解。
2015年2月24日，DeAGOSTINI Japan刊行「20周年記念版」。予定全60号、但是第5号后休刊。

## 内容

### 第1〜30号
- Mechanic Sheet：EVANGELION、机械、使徒的解説
- Character Sheet：登場人物的介绍
- Timeline Sheet：EVA世界的歴史解説
- Tactics Sheet：作战・計画内容的解析
- Installation Sheet：都市・施設参考
- Technology Sheet：EVA世界的技術考察
- Extra Sheet：用語、企画書、社会現象的検証記事

### 第31〜40号
- 新劇場版Character Sheet：主要人物介紹、人物关系图
- 新劇場版Mechanic Sheet：Evangelion、EVA专用武装・運用設備、使徒的解説
- 新劇場版Story Sheet：新劇場版序・破的故事导读
- 福音小戰士：序説、角色、作品（商品展開）
- Extra Sheet：柏青哥・柏青嫂、新劇場版相关、应援团（相关名人的访谈）

### Story File 01〜10（第41〜50号）
- Story File：TV版全26話・THE END OF EVANGELION的图解、《新世纪福音战士》以及那个時代